# Droga wojewódzka 993
Die Droga wojewódzka 993 (DW 993) ist eine 42 Kilometer lange Droga wojewódzka (Woiwodschaftsstraße) in der polnischen Woiwodschaft Karpatenvorland und der Woiwodschaft Kleinpolen, die Gorlice mit Dukla verbindet. Die Strecke liegt im Powiat Gorlicki, im Powiat Jasielski und im Powiat Krośnieński.

## Streckenverlauf
Woiwodschaft Kleinpolen
- Powiat Gorlicki:
  - Gorlice (Görlitz)
    -  → Zator – Nowy Sącz – Grenzübergang Medyka ( Ukraine)
    -  → Tarnów (Tarnow) – Grenzübergang Konieczna ( Slowakei)

  - Dominikowice
  - Kryg
  - Rozdiele
  - Bednarka

Woiwodschaft Karpatenvorland
- Powiat Jasielski:
  - Pielgrzymka
  - Samoklęski
  - Nowy Żmigród
    -  → Jasło – Grenzübergang Ożenna ( Slowakei)

  - Stary Żmigród
  - Łysa Góra

- Powiat Krośnieński:
  - Głojsce
  - Iwla
  - Teodorówka
  - Nadole
  - Dukla
    -   → Grenzübergang Kuźnica ( Belarus) – Białystok – Lublin – Rzeszów – Grenzübergang Barwinek ( Slowakei)